# کندال جنر
کندال نیکول جنر (انگلیسی: Kendall Nicole Jenner؛ زادهٔ ۳ نوامبر ۱۹۹۵) یک مدل اهل ایالات متحده آمریکا است. وی از سال ۲۰۰۶ میلادی تاکنون مشغول فعالیت بوده‌است. او دختر ویلیام بروس جنر و کریستن مری جنر می‌باشد.

## خانواده و روابط

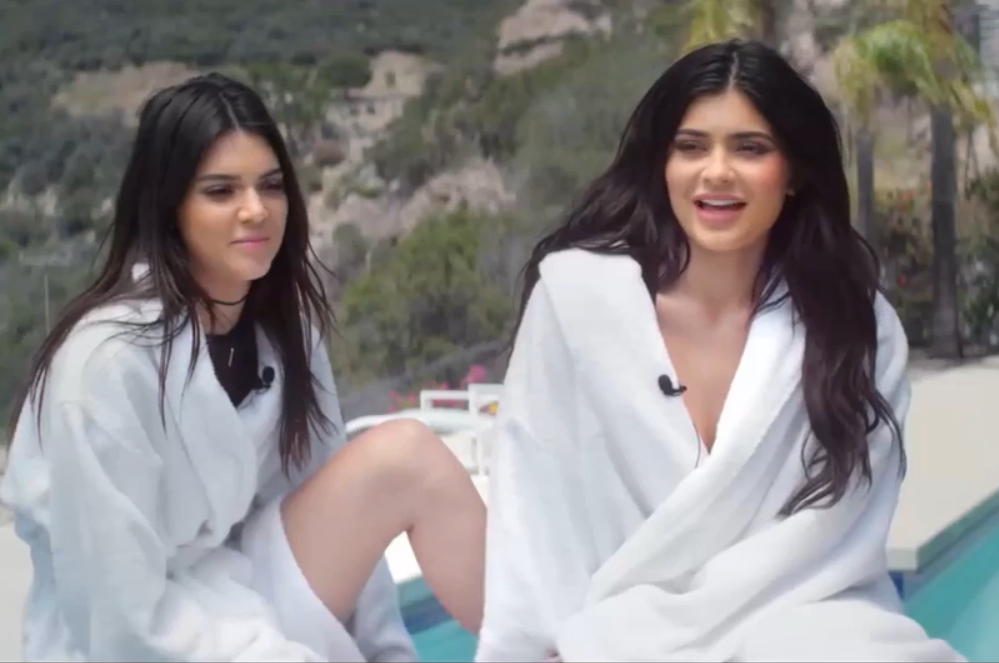
کندال و خواهرش کایلی جنر

او دارای یک خواهر کوچکتر به نام کایلی و سه خواهر ناتنی بزرگتر به نام‌های کورتنی، کیم و کلویی کارداشیان و همچنین چهار برادر ناتنی به نام‌های راب کارداشیان، برت جنر، براندون جنر و برودی جنر می‌باشد.
از جمله روابط رسانه ای او رابطه او با هری استایلز خواننده بریتانیایی و عضو گروه وان دایرکشن است،اگرچه این رابطه هیچگاه از سوی دو طرف تایید نشده است. با وجود پخش شدن عکس های دونفره آن ها در یک کشتی ساحلی اما شایعه جدی بودن رابطه آن ها بعد از هک شدن تلفن همراه آنه توییست مادر هری استایلز و به اشتراک گذاری تصاویر خانوادگی آن ها با کندال قوت گرفت.اما این رابطه در سال ۲۰۱۴ پایان یافت و آن ها رابطه دوستانه خود را تاکنون حفظ کرده اند.همانطور که در سال ۲۰۱۹ بعد از مراسم مت گالا میهمانی مشترکی را میزبانی کرده اند.

## موفقیت

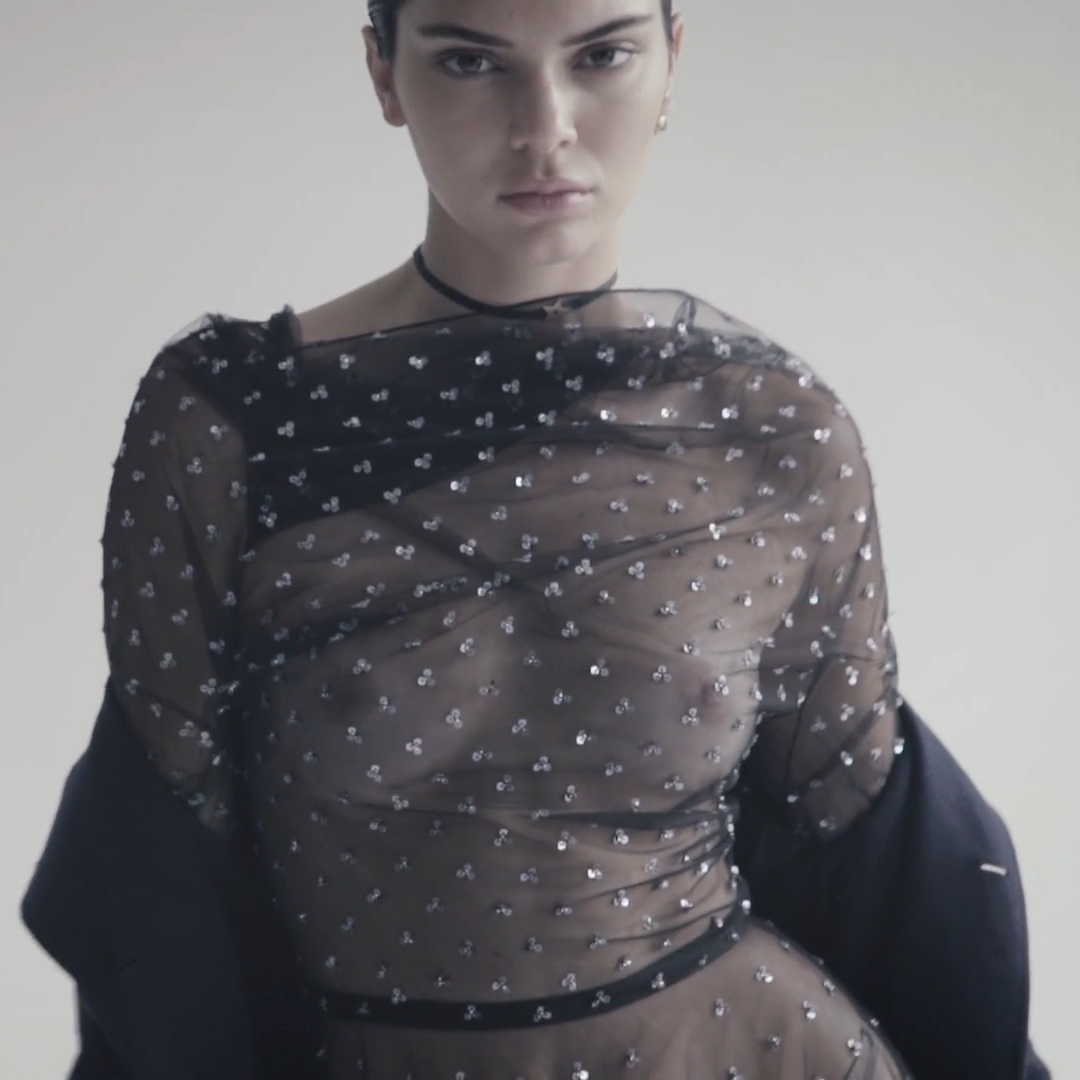
فعالیت کندال جنر در عکاسی گلامور

او حرفهٔ مدلینگ را در سن ۱۴ سالگی و برای برند Sherri Hill آغاز کرد. در سال ۲۰۱۰ به عنوان دهمین ستارهٔ جذاب جوان تلویزیون انتخاب شد. او با حضور در برنامه تلویزیونی پابه‌پای خانواده کارداشیان درخشید، در سال ۲۰۱۴ برای راه رفتن روی صحنه‌های طراحان مد بزرگی در پاریس، نیویورک و میلان حضور یافت و در سال ۲۰۱۵ برای ویکتوریا سیکرت کت واک انجام داد، او همچنین سفیر استه لودر و لوازم آرایشی آن نیز هست. او برای نسخه‌ها متعدد مجله وگ مانند نمایندگی آن در ژاپن، مکزیک و ایتالیا ظاهر شد. او همچنین در سال ۲۰۱۶ یک نسخه اختصاصی وگ به دست آورد. او همچنین با خواهرش کایلی جنر برند لباس خود را دارد. او بهترین دوست خود را کارا دلوین معرفی کرده. او با  جیجی حدید و هیلی بالدوین دوست صمیمی است. کندال جنر خواهر ناتنی کیم کارداشیان توانست با درآمد ۲۲ میلیون دلاری خود در سال ۲۰۱۷ پردرآمدترین مدل شود و به ۱۵ سال سلطه‌ی مدل ۳۷ ساله برزیلی برسد.
او در سال ۲۰۱۹ توانست ۱۵ میلیون دلار از طریق صفحه اینستاگرام خود به‌دست آورد که او را نفر سوم در لیست پر درآمدترین صفحات اینستاگرام می‌کند.